# Wierzbianki
Wierzbianki (Duits: Wiersbianken; 1938-1945: Lichtenhain) is een plaats in het Poolse woiwodschap Ermland-Mazurië, in het district Olecki. De plaats maakt deel uit van de landgemeente Kowale Oleckie.